# ورخنی تیختم
ورخنی تیختم (انگلیسی: Verkhny Tykhtem) یک شهرک در شهرستان کالتاسینسکی استان باشقیرستان کشور روسیه است.